# علم الأحياء العرقي

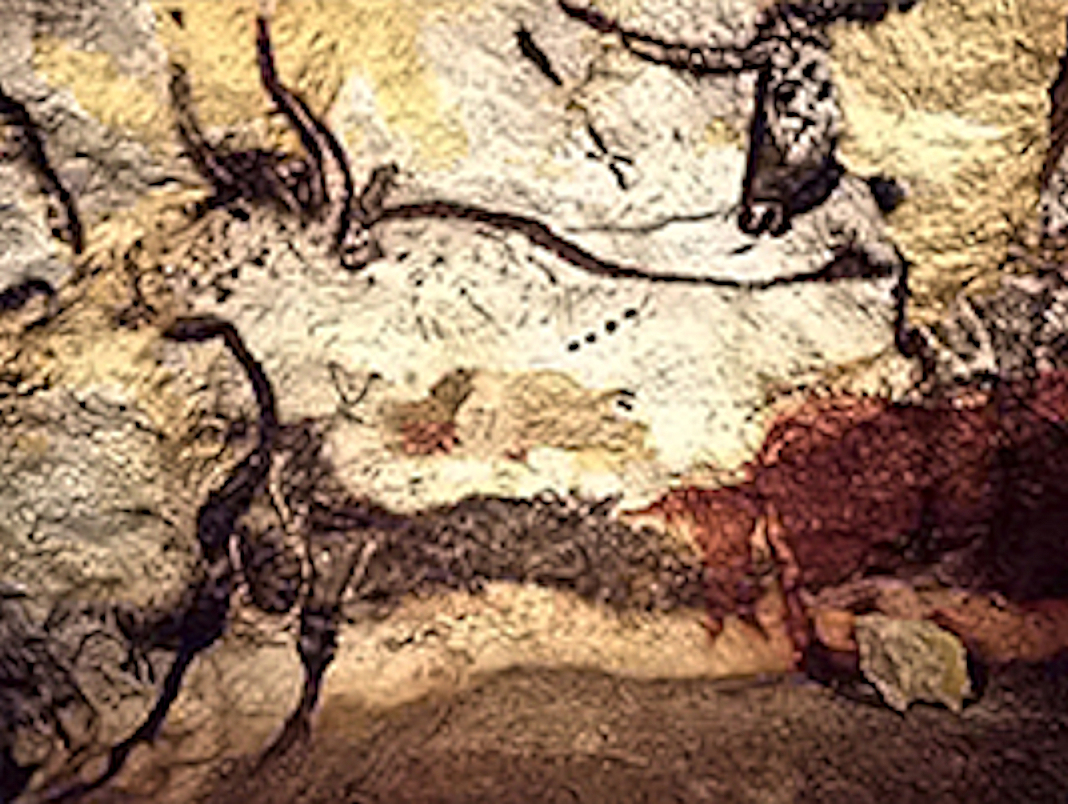

علم الأحياء العرقي هي دراسة العلاقات الماضية والحاضرة بين الثقافة الإنسانية والنباتات وحيوانات وباقي المتعضيات في البيئة التي يعيشون بها. بما في ذلك العلاقة مع النظم البيئية ككل. يعد تخصصا متداخلا يستمد العديد من المعارف من العديد من الحقول العلمية مثل اللسانيات، علم الإنسان، علم الأحياء، والكيمياء.